# Platyrhachus marginellus
Platyrhachus marginellus är en mångfotingart som beskrevs av Filippo Silvestri 1895. Platyrhachus marginellus ingår i släktet Platyrhachus och familjen Platyrhacidae. Inga underarter finns listade i Catalogue of Life.